# FIFA International Soccer
FIFA International Soccer', cunoscut și ca Fifa 94 este primul joc de fotbal din seria FIFA Soccer. A apărut în anul 1993. Este creat de firma Electronic Arts. Jocul a devenit popular în anul 1993 pentru grafica sa, care a fost apreciată de critici. Jocul avea trei cântece.

## Comentatorii jocului
- Ron Barr